# 翟鵬
翟鵬（1481年—1545年），字志南，號聯峰，別稱翟青天，直隶永平府撫寧衛（今河北省撫寧縣）軍籍山東武定州人，明朝政治人物、进士出身。官至兵部尚書兼都察院右副都御史。

## 生平
治《詩經》，行三，由撫寧縣學生中式正德二年（1507年）順天府鄉試第一百六名舉人，年二十八歲中式正德三年（1508年）戊辰科會試第三百三十七名，第二甲第一百七名進士。授戶部主事，此后升任戶部員外郎、戶部郎中，后出任衞輝府知府、開封府知府。此後升爲陝西副使，進陝西按察使。其性格剛介，歷官以清操聞名。嘉靖七年，升任右僉都御史，巡撫寧夏。當時邊疆防備很久都鬆弛，青壯士兵都被太監家用於私自勞役，而邊疆部隊均為羸弱老兵。翟鵬抵達后，重新整理邊疆防備，并請求賑災饑荒。后因外寇入侵而停俸祿，此後因彈劾總兵官趙瑛失事而被攻擊奪職歸鄉。
嘉靖二十年八月，俺答汗入侵山西內地，兵部請求派遣大臣監督軍儲，因而舉薦翟鵬。遂恢復官職，整飭畿輔、山西、河南軍務兼督餉。崔鵬抵達后，俺答汗已經掠奪而去，而吉囊軍復寇汾州、石州等。崔鵬往來馳驅，沒有戰功，后蒙古離開，於是召還回京。
次年三月，宣大總督樊繼祖被罷免，授翟鵬任兵部右侍郎取代上任。但因投降者稱大量入寇，加上崔鵬連乞兵餉，招致皇帝大怒，於是令其革職閒住，并罷免總督官不設。翟鵬僅做了一百天的總督。
同年七月，俺答汗再次入犯山西，掠奪太原府、潞安府等。兵部请求恢复設置總督，并起用翟鵬擔任故官，令兼督山東、河南軍務，巡撫以下並聽節制。翟鵬接受命令時，蒙古已經出塞，於是他請求調用陝西、薊、遼客兵八支，及宣、大三關主兵，兼募土兵進行兵備，并有所斬獲。
嘉靖二十三年，因總兵官郤永等戰功進兵部尚書。御史曹邦輔曾經彈劾翟鵬，崔鵬亦乞求罷免，沒有得到批准。同年九月，薊州巡撫朱方請撤諸路防秋兵，兵部尚書毛伯溫於是併撤宣、大、三關客兵。俺答汗趁機進犯膳房堡，被郤永抵擋，於是迂迴從順聖川至蔚州，直抵完縣，京師戒嚴。嘉靖帝大怒，屢次下詔指責翟鵬。之後御史楊本深、兵科戴夢桂彈劾其逗遛二致使敵軍進犯京畿。於是下詔獄，死於獄中。隆慶初年，恢復官職。

## 家族
曾祖翟貴。祖翟敬。父翟昊。母王氏。慈侍下，兄翟鸞、翟鳳。

## 延伸阅读
[在维基数据编辑]
 《明史卷二百〇四》，出自《明史》